# Manuel Velázquez de Atienza
Manuel Velázquez de Atienza y Lorenzana (n. Cuéllar, 1611 – Cuéllar, siglo XVII) fue un noble y político español destacado por su cargo de gobernador de Antioquia (1635-1636).

## Biografía
Nacido en la villa segoviana de Cuéllar en el año 1611, fue hijo de Gómez Velázquez de Atienza, caballero de la Orden de Santiago, y de Isabel de Lorenzana y Monroy. Fue sobrino de Bernardino Velázquez de Atienza, capellán de Felipe II, de Felipe III y de Felipe IV.
Viajó de España a Perú en 1632 acompañando al capitán y sargento mayor Diego González de Oviedo, cuando fue nombrado gobernador de Tucumán (1632), y después pasó a Santa Fe (Bogotá) acompañando a su prima Inés de Salamanca y Velázquez de Atienza, mujer de Sancho Girón de Salcedo, II marqués de Sofraga, presidente del Nuevo Reino de Granada.
Nombrado gobernador interino de Antioquia el 12 de enero de 1635, ocupó el cargo hasta febrero de 1636, en que fue nombrado en propiedad Juan Vélez de Guevara y Salamanca.
Contrajo matrimonio en Santa Fe (Colombia) en 1634 con María Arias de Ugarte, hija del contador Diego Arias Torero y de Isabel Gómez, familia de Fernando Arias de Ugarte, arzobispo de Santa Fe de Bogotá, de La Plata y de Lima. Este matrimonio fue disuelto y Manuel regresó a su ciudad natal, donde falleció, después de haber residido más de cincuenta años en América.